# Conus timorensis
Conus timorensis é uma espécie de gastrópode do gênero Conus, pertencente a família Conidae.